# NGC 4428-1
NGC 4428-1 is een balkspiraalstelsel in het sterrenbeeld Maagd. Het hemelobject werd op 16 maart 1828 ontdekt door de Britse astronoom John Herschel.

## Synoniemen
- MCG -1-32-12
- IRAS 12248-0753
- PGC 40860